# 內匠靖明
内匠 靖明（1982年10月23日－）是日本男性聲優及演員。隸屬於東京俳優生活協同組合。出身於愛知縣。

## 人物介紹
- 俳協Voice Actors Studio28期生。
- 曾連續在兩部超級戰隊系列的作品裡出演說名古屋方言的敵怪人。

## 出演作品
※粗體表示主角或重要角色。

### 電視動畫
2008年
- 乃木坂春香的秘密（攝影阿宅D）

2009年
- 只想告訴你（三上伸）
- K-ON!（廢品回收的聲音）
- 寶石寵物（副將、桶川米奇）
- BLEACH（死神C）

2010年
- 王牌投手 振臂高揮 〜夏季大會篇〜（竹之内善斗）
- K-ON!!（男）
- 屍鬼（武藤、武藤保、田代正紀、鶴見、ラブ）
- STAR DRIVER 閃亮的塔科特（同學）
- 戰鬥司書 The book of Bantorra（ランパー）
- 無頭騎士異聞錄 DuRaRaRa!!（藍色平方D）
- 薄櫻鬼 碧血錄（大鳥圭介）
- 爆丸2大爆破（艾斯·葛利特）
- 爆漫王。（男學生）
- 遊戲王5D's（ミツル）

2011年
- 偶像大師（攝影師、MCB）
- 異國迷宮的十字路口 The Animation（主辦人）
- 只想告訴你 2ND SEASON（鶴岡智和、三上伸）
- 蠟筆小新（客C）
- 麵包超人（熊大叔）
- 魔法禁書目錄Ⅱ（武裝集團）
- 哆啦A夢（狗主人）
- 花開物語（學生）
- 女神異聞錄4（井上）
- 便·當（狼A、部員A、小便小僧、狼B）
- 名偵探柯南／神偷怪盜（警官）
- 如果高校棒球女子經理讀了彼得·杜拉克（新見大輔、捕手、柳澤英伸）
- 遊戲王ZEXAL（同級生、太一、金翅鳥、吉器人、上級生、男、選手、少年、決鬥者）
- 最後流亡-銀翼的飛夢-（報告兵、上官）
- 蘿球社！（前輩A）

2012年
- 創聖機械天使EVOL（看守）
- 在那個夏天等待（男學生、學生A）
- 槍械少女！！（コーヘイ1）
- AKB0048（WOTA A、男、看守）
- 足球騎士（鎌倉大學選手B、男學生、客人）
- 蠟筆小新（客A）
- 激戰！彈珠人（少年）
- 激戰！彈珠人eS（御代火紋）
- SKET DANCE（映研部員、不良C）
- 零之使魔F（アリィー）
- 偵探歌劇 少女福爾摩斯 第2幕（看守、戒糖會主持）
- 惡魔高校D×D（松田）
- Battle Spirits 霸王（古屋リュウタ）
- 神奇寶貝超級願望（審判）
- 猛烈宇宙海賊（管制官、裘奈·科爾夫、コジャ）
- 戰鬥陀螺 鋼鐵奇兵 ZERO G（ブレーダーD）
- 遊戲王ZEXAL（郊狼、研究員、前輩、決鬥機器人）
- 遊戲王ZEXALⅡ（男學生）
- 輪迴的拉格朗日（アラン・ワン、濱元茂希、南澤一登、江上雷人、トリチェリ）
- 輪迴的拉格朗日 season2（クリマーレ、アラン・ワン、セロ、由升一二三、嶋元中也）

2013年
- AKB0048 next stage（部下）
- THE UNLIMITED 兵部京介（播音員）
- 斷裁分離的罪惡之剪（キャスター）
- DEVIL SURVIVOR2 the ANIMATION（民間人A）
- 惡魔高校D×D NEW（松田[2]）
- 遊戲王ZEXALⅡ（巴利安軍團、男優、太一、黑服、播音員、飛行員）

2014年
- 狼少女和黑王子（瀧井雄一）
- 最近，妹妹的樣子有點怪？（鳥井正太郎[3]）
- 人生諮詢電視動畫「人生」（赤松勇樹[4]）
- 魔彈之王與戰姬（奧利維）
- 遊戲王ARC-V（茂古田未知夫）

2015年
- 元氣少女緣結神◎（戰神建速[5]）
- 夜晚的小雙俠（雙俠士兵A）
- 惡魔高校D×D BorN（松田）
- 可塑性記憶（水柿司）
- GATE 奇幻自衛隊 在彼方的土地，如斯的戰鬥（藤堂鐵男）
- Charlotte（權藤）
- 赤髮白雪姬（西奇特）
- 那就是聲優！（混音師）
- 排球少年！！第二季（古牧讓）
- 機動戰士鋼彈 鐵血的孤兒（昭弘·阿爾特蘭[6]）
- 卡片鬥爭!! 先導者G 齒輪危機篇（綺場空木）

2016年
- 從前有座靈劍山（謝）
- 魔法護士小麥R（橘優斗）
- 重裝武器（納茲雷）
- 小桃小栗 Love Love物語（澤口慧真）
- 食戟之靈 貳之皿（景浦久尚）
- 這個美術社大有問題！（二年級男子）
- 齊木楠雄的災難（篠田武瑠）
- 虎面人W（馬克·羅德里奎茲）
- 機動戰士鋼彈 鐵血的孤兒 第二期（昭弘·阿爾特蘭）
- Lostorage incited WIXOSS（金井秀彥）
- 境界觸發者（辻新之助）

2017年
- 信長的忍者（淺井長政）
- 風夏（最上彰）
- 信長的忍者 ～伊勢·金崎篇～（淺井長政）
- 戀愛暴君（鶴岡太郎、警官）
- 騎士&魔法（艾德加·C·布蘭雪）
- Gamers 電玩咖！（加瀨岳人）
- 咕嚕咕嚕魔法陣（洋班）
- 食戟之靈 餐之皿（景浦久尚）
- 大正小小（柊京一郎）
- 泥鯨之子們在沙地上歌唱（瑪索歐）
- Just Because!（惠那的哥哥）

2018年
- 霸穹 封神演義（周公旦）
- 信長的忍者 ～姊川·石山篇～（淺井長政）
- 刀劍神域外傳Gun Gale Online（麥克斯）
- 黃金神威（寅次）
- 惡魔高校D×D HERO（松田）
- 異世界魔王與召喚少女的奴隸魔術（卡拉克）
- 索斯機械獸WILD（索達斯）
- 龍族拼圖（選手、審判）
- 哥布林殺手（劍士）
- 梅露可物語 -無精打采的少年與瓶中少女-（優的父親）
- 閃亮模力小天才（卯西母留造）

2019年
- 閃亮模力小天才（警察）
- 關於我轉生變成史萊姆這檔事（卡利翁）
- Endro～！（肌肉男兄）
- 我們真的學不來！（大森奏）
- 一拳超人 第2期（業火弗雷姆）
- 科學一方通行（伊東）
- Dr.STONE 新石紀（阿爾戈）
- 我們真的學不來！第2期（大森奏）
- 巴比倫（奧田椋成）
- 高分少女II（不良團伙）

2020年
- 籃球少年王（北住社員、唐澤）
- 噴嚏大魔王2020（誘拐犯）
- 炎炎消防隊 貳之章（山豬）
- 黃金神威 第3期（寅次）

2021年
- 關於我轉生變成史萊姆這檔事 第2期（卡利翁）
- 境界觸發者 第2期（辻新之助）
- 回復術士的重啟人生（雷納德）
- ICHU偶像進行曲（巴別爾）
- 萌可魯玩偶貓 Mix！（優人）
- 境界觸發者 第3期（辻新之助）

2022年
- 薔薇王的葬列（喬治[7]）
- SLOW LOOP-女孩的釣魚慢活-（山川信也[8]）
- 闇影詩章F（雷同辰巳[9]）
- 名偵探柯南（香月陽介）
- 忍者亂太郎（白鬼筆忍者、村人、忍者）

2023年
- 海螺小姐（井上）
- 黃金神威 第4期（寅次）
- 哥布林殺手II（劍士）

2024年
- 黃昏光影（魯迪）
- 戰國妖狐 千魔混沌篇（足利義晴）
- 關於我轉生變成史萊姆這檔事 第3期（卡利翁／蒙面獅子）
- 刀劍神域外傳Gun Gale Online II（麥克斯）
- 丸少爺（ピエル）

### OVA
2007年
- FREEDOM（村人們）

2010年
- 無頭騎士異聞錄 DuRaRaRa!!（少年）vol.13
- 小雞之戀（柊）

2012年
- 名偵探柯南 BONUS FILE ～9號半之花～[[[Wikipedia:格式手册/链接#章節|錨點失效]]]（庄司）
- 惡魔高校D×D（松田）※小說第13卷BD付限定版

2014年
- 最近，妹妹的樣子有點怪？（鳥井正太郎）※漫畫第7卷BD付特裝版
- 無邪氣樂園（反田省太）※漫畫第6卷 特典DVD

### 劇場版動畫
2011年
- 勿忘蛛（英雄）

2012年
- Code Geass 亡國的阿基德 第1章「翼龍翔臨」（騎士A）
- 魔法少女奈葉 The MOVIE 2nd A's

2015年
- 音樂少女（坂田先生）
- Code Geass 亡國的阿基德 第3章「輝煌之物從天墮下」（亞諾的部下B）

### 遊戲
2007年
- 買賣電子股票訓練! NEXT（タクヤ）

2009年
- L2 Love×Loop（エディック）
- 薄樱鬼 ～新選組奇譚～（大鳥圭介）

2012年
- L.G.S 〜新說 封神演義〜（赤精子[10]）

2013年
- 參天律（弥犬族・壯年[11]）

2014年
- 大正Mebiusline PORTABLE（柊京一郎[12]）

2015年
- 聖火降魔錄 if（東雲）
- Brave Sword×Blaze Soul（勇者ルル[13]）
- 夢王國與沉睡中的100位王子殿下（布里特芬[14]）
- 私のひも男（神崎ユウト）

2016年
- 偶像★進行曲（バベル）

2018年
- 東京放學後召喚師（日语：東京放課後サモナーズ） (愛染[15]、瓦卡坦卡[16])
- 聖火降魔錄 英雄雲集（東雲）

### 特攝
2007年
- 獸拳戰隊激氣連者（臨獸鴕鳥拳 鳥達〈本體、分身〉）

2008年
- 炎神戰隊轟音者（害水大臣蠻機獣 扳機蠻機）

2010年
- 歸來的侍戰隊真劍者 特別幕（主持人）

2011年
- 海賊戰隊豪快者（下士官スゴーミン）

### 外語影片配音
- Wander Over Yonder（Wander）

### 電視節目
- あにむす!（嘉賓出演／東京電視台：2014年8月8日）
- アニメマシテ（東京電視台：2014年9月23日）
- 夏休み!親子で楽しむ"自由研究でゲラゲラポー"（東京電視台：2015年8月9日）

### 廣播
- 皆川純子Vitamin R（固定助手）
- CLOCK"watch" Radio

### 廣播劇
- 象的背影（窪田）
- 我和少女和宇宙船（リオン・シモンズ）

### 電子漫畫
- VOMIC 境界觸發者（不良A[17]）

### 廣播劇CD
- L.G.S 〜新説 封神演義〜 廣播劇CD 〜おいでませ妲己島、真夏のリゾート三本勝負!〜（赤精子[18]）
- 宵星傳奇 虛空的假面 後編
- 天真無邪的樂園（反田省太）※「Young Animal 嵐」2013年8號付錄CD・漫畫第4卷限定版付屬CD[19]

### 音樂CD
| 發行日期 | 名稱                                        | 名義 | 樂曲                  | 商業搭配                             |
| 2015年   | 2015年                                      | 2015年 | 2015年                | 2015年                               |
| -------- | ------------------------------------------- | --- | --------------------- | ------------------------------------ |
| 1月21日  | 人生諮詢電視動畫「人生」 BD・DVD第5卷特典CD | じんせーず［遠藤梨乃（新田日和）、九條文（豐田萌繪）、鈴木郁美（諏訪彩花）、村上繪美（大西沙織）、二階堂彩香（前田玲奈）］ featuring 赤松勇樹（內匠靖明） | 「GO!GO! じんせーず」 | 電視動畫『人生諮詢電視動畫「人生」』 |

### 舞台劇
- GAMBA!
- 霧の獅子
- PINK
- 義經鬼

### 廣告
- 雅瑪多運輸
- Netz
- UR賃貸住宅
- 名鐵觀光

## 外部連結
- （日語）東京俳優生活協同組合官方簡歷
- （日語）新!!内匠靖明の「てんやわんやだがや」 （页面存档备份，存于）（部落格）
- （日語）内匠靖明 (takumi_yasuaki)的X（前Twitter）